# Uplace-BMC Pro Triathlon Team
Uplace Pro Triathlon Team is sinds 2010 het eerste en enige Belgische professionele triatlonteam dat rondrijdt in het triatloncircuit. 

## Doelstelling
Het team werd opgericht met als doel Belgische topprestaties en een leidende positie in de internationale triatlon op de lange afstand te realiseren. Het team wordt gevormd door vijf mannen en twee vrouwen. Deze atleten genieten een professioneel statuut.
Het team wordt onder meer ondersteund door Ridley en Shimano.

## Atleten

### Vrouwen
- Corinne Abraham
- Liz Blatchford
- Helle Frederiksen
- Sofie Goos

### Mannen
- Dirk Bockel
- Will Clarke
- Bart Aernouts
- Romain Guillaume
- Ronnie Schildknecht